# Первишин Ерлен Кірікович
Ерлен Кірікович Первишин (25 липня 1932, місто Розсказово, тепер Тамбовської області, Росія — 26 червня 2004, місто Москва) — радянський державний діяч, міністр промисловості засобів зв'язку СРСР, міністр зв'язку СРСР. Кандидат у члени ЦК КПРС у 1976—1986 роках. Член ЦК КПРС у 1986—1990 роках. Депутат Верховної Ради СРСР 9—11-го скликань. Кандидат технічних наук (1971).

## Життєпис
Народився в родині службовця.
У 1955 році закінчив Московський електротехнічний інститут зв'язку, інженер-електрик телефонного і телеграфного зв'язку.
У 1955—1957 роках — інженер Томської монтажної дільниці Новосибірського відділення Проєктно-монтажного тресту № 5. У 1957—1959 роках — начальник Красноярської монтажної дільниці Новосибірського відділення Проєктно-монтажного тресту № 5.
Член КПРС з 1959 року.
У 1959—1961 роках — заступник головного інженера Проєктно-монтажного тресту № 5 у Москві. У 1961—1964 роках — начальник Московського шефмонтажного управління Проєктно-монтажного тресту № 5. У 1964—1965 роках — заступник керуючого Проєктно-монтажного тресту № 5.
У 1965—1969 роках — керуючий Всесоюзного Проєктно-монтажного тресту Міністерства радіопромисловості СРСР. У 1969—1970 роках — генеральний директор Всесоюзного науково-виробничого об'єднання Міністерства радіопромисловості СРСР.
У 1970 — квітні 1974 року — заступник міністра радіопромисловості СРСР.
У 1972 році закінчив Інститут управління народним господарством Академії народного господарства СРСР.
11 квітня 1974 — 27 червня 1989 року — міністр промисловості засобів зв'язку СРСР.
17 липня 1989 — 26 грудня 1990 року — міністр зв'язку СРСР.
З січня 1991 року — персональний пенсіонер союзного значення в Москві.
У червні 1991 — квітні 1992 року — голова правління Концерну виробників систем і засобів телекомунікацій «Телеком». З квітня 1992 року — президент компанії «ОРБіТЕЛ», президент Асоціації компаній «Міртелеком». З квітня 1997 року — президент компанії «Ендрюінтернешнл корпорейшн».
Помер 26 червня 2004 року. Похований в Москві на Троєкуровському цвинтарі.

## Нагороди і звання
- два ордени Леніна (1970, 1981)
- орден Жовтневої Революції (1976)
- орден Трудового Червоного Прапора (1966)
- медалі
- Державна премія СРСР (1978)